# Ashland, New Hampshire
Ashland är en kommun (town) i Grafton County i delstaten New Hampshire, USA med 2 076 invånare (2010). 